# 比利时华人
比利時華人是居住在比利时的华人，不管其国籍为何。而具有比利时国籍的华人则可称为华裔比利时人。
在比利时的华人数量相对邻国荷兰和法国来说规模较小，这是由于需要掌握这两种语言以及交通的缘故，所以大多数的华人移民继续首选邻近的国家。

## 歷史
最早移居比利時的華人為單身男性水手。1950年代開始，由於香港缺乏就業機會和中國的政治發展因素，香港新界的原居民開始移民歐洲，直到1960年代末。截至1994年，比利時擁有中華人民共和國公民身份的有3,463人，其中女性1,788人，男性1,675人；擁有中華民國（臺灣）公民身份有489人，其中女性278人，男性115人。然而截至1998年，比利時的大多數華人來自香港。因有英國公民、英國屬土公民或英國國民（海外）身份，在1997年香港主權移交之前，他們已被歸類為“英國人”，到1998年許多人已經歸化為比利時公民。因此他們不算是居住在比利時的中国人，而是擁有比利時國籍的華裔比利時人。近年來抵達比利時的華人來自浙江（溫州、青田）和福建福州。

## 聚居
大多數比利時華人生活在安特衛普和布魯塞爾。在比利時的唐人街每年以舞獅慶祝中國新年。在2010年年底開通首個中國銀行比利時分行，位於布魯塞爾。在布魯塞爾、安特衛普和魯汶有中文學校。